# Arachniodes suijiangensis
Arachniodes suijiangensis là một loài thực vật có mạch trong họ Dryopteridaceae. Loài này được Ching & Y.T. Hsieh miêu tả khoa học đầu tiên năm 1986.